# 축배 (영화)
"축배"는 1973년에 개봉한 대한민국의 영화이다.

## 캐스팅
- 오지명
- 허장강
- 신일룡
- 박지영
- 박암
- 한은진
- 추석양
- 윤소라
- 최의숙
- 윤영지
- 이철
- 전숙
- 최삼
- 최병철
- 황인철
- 석인수
- 이예성
- 최문섭
- 모시원
- 조덕성
- 최일
- 임성포